# Kenneth Huszagh
Kenneth Huszagh (né le 3 septembre 1891 et décédé le 11 janvier 1950) est un nageur américain.

## Jeux olympiques
- Jeux olympiques de 1912 à Stockholm
  - Médaille d'argent en relais 4 × 200 m libre.
  - Médaille de bronze sur 100 m libre.